# Anton Wassmuth
Anton Wassmuth (* 5. Mai 1844 im Stift Tepl bei Marienbad, Kaisertum Österreich; † 22. April 1927 in Graz) war ein österreichischer Physiker und Hochschullehrer.

## Herkunft und Lebensweg
Der Sohn des Johann Waßmuth, Bürger- und Fleischhauermeister, Pächter des Gastwirtshauses im Stift Tepl, der sich schon in seiner Gymnasialzeit in Pilsen für höherer Mathematik interessierte, nahm nach erfolgreich abgelegter Matura ein Studium der Mathematik, Naturwissenschaften und Philosophie unter anderem bei Ernst Mach  an der Karl-Ferdinands-Universität in Prag auf. 1866 erfolgte seine Promotion. Anton Wassmuth war im gleichen Jahr Assistenten und Supplent für Physik am Königlichen Deutschen Landespolytechnikum in Prag. 1869 legte er die Lehramtsprüfung für Oberrealschulen mit ausgezeichnetem Erfolg ab. 1870 und 1871 wurde er Assistent für Physik am Kaiserlich-königlichen Polytechnischen Institut in Wien, der späteren Technischen Universität Wien. 1871 erfolgte die Habilitation als Privatdozent für Elektrizität und Magnetismus. Von September 1871 bis 1876 war er Gymnasialprofessor am Gymnasium Landstraße in Wien.

## Laufbahn als Hochschullehrer
1876 bis 1882 wurde Hans Wassmuth außerordentlicher Professor für mathematische Physik an der neu errichteten Universität Czernowitz.  1882 erfolgte seine Beförderung zum ordentlichen Professor. In dieser Zeit unternahm er wissenschaftliche Reisen nach Paris (1878), Berlin (1879), München, Nürnberg und Darmstadt (1882 und 1883). 1885 erfolgte die Wahl zum wirklichen Mitglied der kaiserlichen Leopold-Carol.-Akademie. 1890 bis 1893 nahm Wassmuth einen Ruf als o. Professor an die Universität Innsbruck an, zusätzlich hatte er die Leitung des Instituts für mathematische Physik inne; 1891 wurde er zum Dekan der Philosophischen Fakultät gewählt. 1893 wechselte er im gleichen Tätigkeitsbereich an die Universität Graz und wurde dort im Jahr 1914 emeritiert.
Anton Wassmuth, ein Fachmann für Thermoelastizität, Elektromagnetismus und statistischer Mechanik wurde 1885 als korrespondierendes Mitglied in die Deutsche Akademie der Naturforscher Leopoldina, 1903 als ordentliches Mitglied in die Österreichische Akademie der Wissenschaften in Wien, aufgenommen; 1914 erfolgte die Ernennung zum Hofrat und er erhielt die Würde eines Ehrendoktors der Philosophie.

## Werke
- Lehrbuch der Physik für die unteren Klassen der Mittelschulen, 1882
- Über die Magnetisirbarkeit des Eisens bei höheren Temperaturen, 1881
- Über den innern, aus der mechanischen Wärmetheorie sich ergebenden Zusammenhang einer Anzahl von elektromagnetischen Erscheinungen, k.k. Hof- und Staatsdruckerei, 1883
- Die Elektrizität und ihre Anwendungen: In ihren Prinzipien für weitere Kreise dargestellt, G. Freytag, 1885
- Ueber die Gewinnung der kanonischen Form der Zustandsgleichung aus der statischen Mechanik, Hölder, 1913
- Grundlagen und Anwendungen der statistischen Mechanik, Ausgabe 2, 1922